# Loimaa
Loimaa è una città finlandese di 15392 abitanti, situata nella regione del Varsinais-Suomi.

## Amministrazione

### Gemellaggi
Il trattato fra le città scandinave (Skien, Thisted, Uddevalla, Loimaa e Mosfellsbær) è il più vecchio ancora attivo.
- Mosfellsbær, Islanda
- Skien, Norvegia
- Uddevalla, Svezia
- Thisted, Danimarca
- Staraja Russa, Russia
- Jõhvi, Estonia